# St-Pons (Baugy)

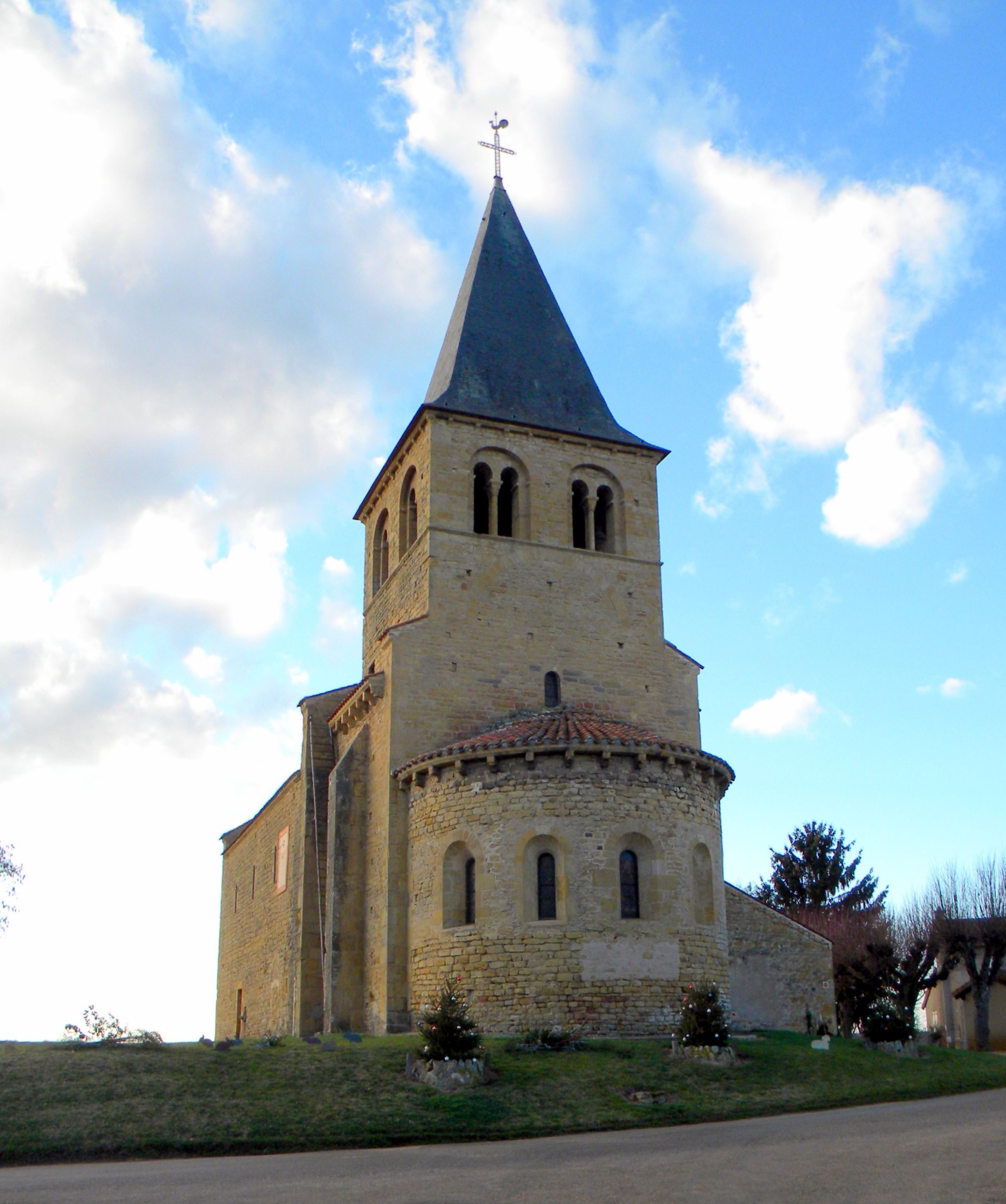
Kirche St-Pons, Blick Richtung Chorturm. Die Apsis zeigt eine ungewöhnliche Gliederung mit fünf Fenstern.

Die  römisch-katholische Kirche St-Pons befindet sich in Baugy im französischen Département Saône-et-Loire. Die zu Ehren des heiligen Pontius von Cimiez geweihte Kirche ist seit 1913 als Monument historique klassifiziert.

## Beschreibung
Die Kirche St-Pons entstand an der Wende vom 11. zum 12. Jahrhundert unter dem Patronat der Abtei von Cluny als romanische Chorturmkirche in gelbem Kalkstein und gilt als eine der ältesten Kirchen im Brionnais. Sie besteht aus dem schlichten einschiffigen Langhaus, dem sich im Osten das Chorjoch unter dem Chorturm und die halbkreisförmige Apsis anschließen, die von fünf Fenstern beleuchtet wird. Der Innenraum wurde im 19. Jahrhundert ausgemalt. Die Wände des Chors und der Apsis sind durch Arkaden auf Säulen gegliedert. Die Kapitelle sind mit gegenüberliegenden Löwen, Adlern mit ausgebreiteten Flügeln und kunstvollem Pflanzenschmuck verziert, darunter korinthisches Blattwerk, Blumen, Weinblätter, Weintrauben und Akanthus. Die Kapitelle der beiden Säulen des Westportals zeigen drei Tiermusikanten, die Trompete, Cythera und Gambe spielen.